# Wilma Stockenström
Wilma Johanna Stockenström (Napier, Overberg, West-Kaap provincie,  7 augustus 1933) is een Afrikaanstalige Zuid-Afrikaans dichter, schrijver en actrice. 

## Biografie
Stockenström studeerde aan de Universiteit van Stellenbosch en behaalde hier haar bachelorgraad in toneel in 1952. Ze verhuisde naar Pretoria in 1954 waar ze als radio-omroepster en vertaler werkte. Ze trouwde er met de Estlandse taalfilosoof Ants Kirsipuu. Stockenström debuteerde als actrice in Een bruid in de morgen ('n Bruid in die môre) van Hugo Claus en was in een aantal producties van de Zuid-Afrikaanse televisie-omroep te zien.
Zij speelde theaterrollen in Ionesco's The Chairs, en in Tsjechovs Drie susters. Stockenström kreeg bekendheid vanwege haar optreden in film en televisieproducties als Manakwalanners, Hoggenheim Edms Bpk, Die besoeker, en Athol Fugards toneelstuk over het leven van de Afrikaanse schrijver, wetenschapper en morfineverslaafde Eugène Marais. Deze werden gevolgd door Die perdesmous, Verspeelde lente, Die storie van Klara Viljee, Friends, en Promised Land/Het beloofde land, dit laatste gebaseerd op de gelijknamige roman van Karel Schoeman.
Haar eerste literaire werk was voor toneel. Ze schreef twee eenacters: Katlagters en Op deurreis, die gepubliceerd werden in de literaire tijdschriften van die tijd: Wurm en Contrast. Als dichter debuteerde zij pas op 37-jarige leeftijd, in 1970, als romanschrijfster in 1976. Haar werk is vertaald in vele talen. Sinds 1993 woont zij weer in Kaapstad.

## Publicaties in Nederlandse vertaling
- Wlima Stockenström: De expeditie naar de baobab. Vert. door Gerrit de Blaauw. Kampen, Manuzio, 2017. ISBN 978-90-825453-6-4 (Oorspr. uitg.: Weesp, Het Wereldvenster, 1985, ISBN 90-293-9915-5)
- Wilma Stockenström: Vir die bysiende leser = Voor de bijziende lezer. [Tweetalige uitgave]. Samenst., vert. en nawoord door Robert Dorsman. Amsterdam, Atlas, 2000. ISBN 90-450-0194-2

## Poëzie
- 1970 - Vir die bysiende leser, Reijger
- 1973 - Spieël van water, Human & Rousseau
- 1976 - Van vergetelheid en van glans, Human & Rousseau
- 1984 - Monsterverse, Human & Rousseau
- 1988 - Die heengaanrefrein, Human & Rousseau
- 1994 - Aan die Kaap geskryf, Human & Rousseau
- 1999 - Spesmase, Human & Rousseau
- 2000 - Vir die bysiende leser/Voor de bijziende lezer, een bloemlezing uit de poëzie van Wilma Stockenström met naast het oorspronkelijke Afrikaans de Nederlandse vertaling van Robert Dorsman .
- 2007 - Die Stomme Aarde: ’n Keur, Human & Rousseau
- 2007 - The Wisdom of Water: A Selection (vertaald door Johann de Lange), Human & Rousseau
- 2011 - Skoelapperheuwel, skoelappervrou, (oorspr. geschreven en in druk gebracht in 1988, maar oplage zoek geraakt en herontdekt in 2011) Omboni, New York & Pretoria

## Proza
- 1976 - Uitdraai, Human & Rousseau
- 1979 - Eers Linkie dan Johanna, Human & Rousseau
- 1981 - Die kremetartekspedisie, Human & Rousseau
- 1983 - The Expedition to the Baobab Tree, Human & Rousseau, vertaald door J. M. Coetzee.
- 1987 - Kaapse rekwisiete, Human & Rousseau
- 1991 - Abjater wat so lag, Human & Rousseau

## Toneelstukken
- 1971 - Dawid die dik dom kat: ’n kindertoneelstuk, DALRO, Johannesburg
- 1971 - Trippens se patatta, DALRO, Johannesburg
- 1978 - Laaste middagmaal (oorspr. geschreven in 1966), Taurus, Johannesburg

## Filmrollen
- 1972 - In Vlug van die Seemeeu
- 1977 - In Die besoeker/The Guest: An episode in the Life of Eugène Marais: Tant Corrie
- 1990 - In The Fourth Reich: Mrs. Engelbrecht
- 1992 - In Die Storie van Klara Viljee: Miss Lizzie Sauer
- 1993 - In Friends: Iris
- 1993 - In Djadje - Last Night I Fell Off a Horse
- 2002 - In Promised Land: Mart

## Prijzen
- 1977 - Hertzog Prijs voor Poëzie voor Van vergetelheid en van glans
- 1984 - CNA, Louis Luyt en de Old Mutual Prijs voor Monsterverse
- 1988 - Grinzanc Cavour Prijs voor Spedizione al Baobab (Italiaanse vertaling van Die kremetartekspedisie)
- 1991 - WA Hofmeyr en Hertzog Prijs voor Abjater wat so lag

- Bibsys: 90251505
- Bibliothèque nationale de France: cb12039497j (data)
- Catàleg d'autoritats de noms i títols de Catalunya: 981058617655106706
- Digitale Bibliotheek voor de Nederlandse Letteren: stoc009
- Gemeinsame Normdatei: 172387213
- International Standard Name Identifier: 0000 0000 6304 5223
- Library of Congress Control Number: n83148199
- MusicBrainz: eadd1b5d-64cb-488b-b85c-58ec09e21211
- Nationale Bibliotheek van Israël: 987007326163905171
- Nederlandse Thesaurus van Auteursnamen: 069823421
- Réseau des bibliothèques de Suisse occidentale: 02-A003866103
- Système universitaire de documentation: 028589645
- Virtual International Authority File: 79049421
- WorldCat: E39PBJyGTv7yvWTKy3HgBGTmBP